# Gaël Monthurel
Gaël Monthurel, né le 22 janvier 1966 à Conches-en-Ouche, est un joueur international et  entraîneur français de handball. Avec les Barjots, il est notamment champion du monde en 1995 et médaillé de bronze aux Jeux olympiques en 1992 de Barcelone.

## Biographie

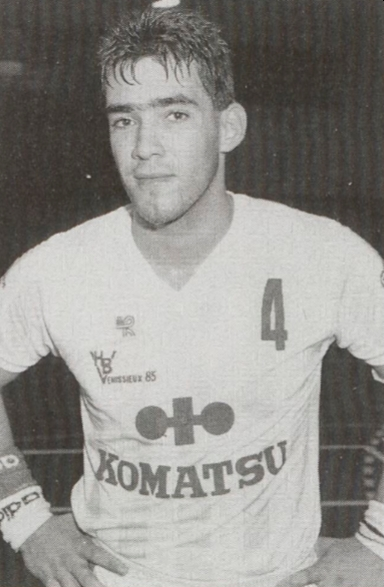
Monthurel avec le maillot de Vénissieux en 1987.

Disposant d'un potentiel sportif très au-dessus de la moyenne dans les catégories jeunes, il intègre la section sport-études handball du lycée Aristide Briand d'Evreux en 1982. Il obtiendra un titre de champion de France UNSS en 1986.
Sélectionné à 253 reprises en Équipe de France entre 1987 et 1996, il fait partie des barjots qui remportent une médaille de bronze aux Jeux olympiques de 1992 à Barcelone, la médaille d'argent au championnat du monde 1993 et enfin le titre de champion du monde en 1995.
En club, il est formé dans le club de sa ville natale à Conche. En 1985, il rejoint l'ESM Gonfreville-l'Orcher puis en 1987 le Vénissieux handball. Avec le club de la banlieue de Lyon, il devient Champion de France en 1992 puis atteint les demi-finales de la Coupe des clubs champions européens en 1993. Cette année-là, il rejoint l'USM Gagny où il évolue jusqu'en 1995. Il rejoint alors le PSG-Asnières pour ces trois dernières saisons.
En 1998, il arrête sa carrière pour devenir entraîneur de l'US Saintes HB en Division 2 et en Nationale 1, puis à Bourgoin-Jallieu en Nationale 2. En 2002, il retrouve l'ESM Gonfreville l'Orcher, son premier club professionnel. 
Il a signé en juin 2008 à ES Falaise Calvados Handball en Pré-Nationale, comme entraîneur-joueur. Il est ensuite entraîneur de CO Vernouillet en Nationale 2 entre 2010 et 2012.
En 2012, il s'est exilé à Doha, au Qatar, où il entraîne les 18 ans du club militaire d'El Jaish SC
En 2015, il s'engage au HBC Bressuirais où il entraîne les équipes du club et participe au projet de développement, par le biais de la filière Jeunes notamment.
En 2016, il s'engage avec le Bergerac Périgord Pourpre Handball, il prend en charge l’équipe féminine des filles de la Nationale 1.
En 2017, il s'engage avec le Stade Valeriquais Handball (à l'époque en Nationale 1). En proie à de grosses difficultés financières, le club normand (redescendu en Nationale 2) est contraint de licencier Monthurel en décembre 2018 pour cause de licenciement "économique".

## Résultats

### En équipe de France
Gaël Monthurel cumule 253 sélections et 292 buts marqués en équipe de France entre 1987 et 1996
Principales compétitions
- Médaille de bronze aux Jeux olympiques 1992 de Barcelone,  Espagne
- Médaille d'argent au championnat du monde 1993,  Suède
- Médaille d'or au championnat du monde 1995,  Islande
- 4e place des Jeux olympiques 1996 d'Atlanta,  États-Unis

Autres compétitions
- Médaillé d'argent aux Jeux méditerranéens de 1993 en Languedoc-Roussillon,  France
- Médaille d'or aux Goodwill Games de 1994 à Saint-Pétersbourg en  Russie

### En club
- Championnat de France
  - Vainqueur (1) : 1992 avec Vénissieux
  - Vice-champion en 1996 avec PSG-Asnières
- Vainqueur de la Coupe de France (2) : 1991 et 1992 avec Vénissieux
- Quart de finaliste de la Coupe d'Europe des vainqueurs de coupe en 1992 avec Vénissieux
- Demi-Finaliste de la Coupe des clubs champions européens en 1993 avec Vénissieux